# Philometra longilabris
Philometra longilabris là một loài bướm đêm trong họ Noctuidae.